# 毌丘芝
毌丘芝（？年—？年），河東聞喜人，曹魏官員毌丘甸與荀氏之女，潁川太守劉子元之妻。

## 生平
正元二年（公元255年），毌丘芝的祖父毌丘儉與文欽於壽春舉兵討伐司馬師，毌丘儉失敗被殺，毌丘芝和父親毌丘甸與母親荀氏都被判株連處死。但荀氏的族兄荀顗(或為荀愷)、族父荀虞都與司馬師有姻親關係，於是共同上表請求放過荀氏。皇帝曹髦下詔讓荀氏離婚，荀氏得以免去死刑。毌丘芝當時已嫁給潁川太守劉子元為妻，因為正懷有身孕，被暫時關入大牢等候處死。荀氏寫信向司隸校尉何曾求情，信中寫說：“毌丘芝被關在廷尉獄中，她的命運可想而知。我願意成為官婢，只為贖毌丘芝的命。”何曾同情他們，於是命令主簿程咸上書論株連刑法，建議應當修法使出嫁女性只需受夫家株連而不需同時受到夫家和父母家的株連。朝廷認同何曾的言論，於是修改了相關的刑法。

## 家庭

### 曾祖父
- 毌丘興

### 祖父
- 毌丘儉，魏鎮東將軍。

### 父
- 毌丘甸，毌丘儉長子。

### 母
- 荀氏，出身自潁川荀氏，家族與司馬家族有姻親關係。

### 兄弟
- 毌丘重

### 夫
- 劉子元，曾任潁川太守，其餘事蹟不詳。《晉書》另記載有毌丘儉孫女毌丘氏，是沛國人劉含之母，或有可能即是指毌丘芝，或是家族中同輩的姐妹。[4]